# 宗教妄想
宗教妄想（英語：Religious delusion）是涉及宗教主題之間的任何妄想。有少數心理學家認為，所有或幾乎所有關於宗教的描述都是妄想，而大部分心理學家則只關注患者所表現出的症狀的任何精神原因，並嘗試在大腦神經化學物質不平衡中找出有關的答案。例如有些精神病患者出現一些跟宗教有關的妄想症狀，如聲稱聽到上帝的呼喚、相信自己的孩子可能被魔鬼纏上、相信自己或自己的親人是菩薩轉世，不需接受教育，甚至將親人當是神並跪拜他們等等。 